# У Даоцзы

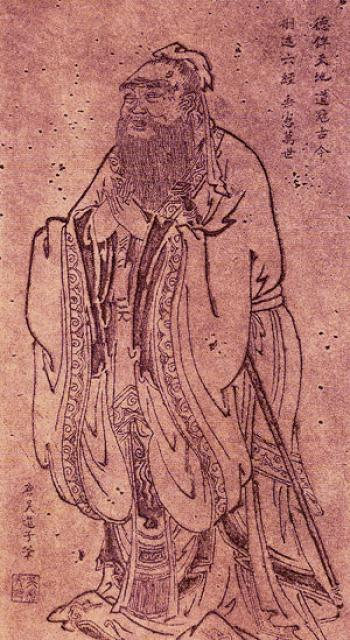
Конфуций. Портрет У Даоцзы, 685—758 годы, династия Тан

У Даоцзы (кит. 吴道子, 680—740) — китайский художник династии Тан. Старая китайская традиция причисляет У Даоцзы к четырём отцам-основателям китайской живописи; трое остальных — это Гу Кайчжи (344—406), Лу Таньвэй (работал в 450-х — 490-х годах), и Чжан Сэнъяо (ок. 500 — ок. 550).
Написал портрет Конфуция. Стал героем легенд. Одну из них пересказывает в своих «Восточных новеллах» (1938) Маргерит Юрсенар.

## Жизнеописание
Происходил из семьи простолюдинов. Родился в 685 году в области Янди на территории современной провинции Хэнань. Рано осиротел, рос в бедности. Самостоятельно выучился живописи, следуя опыту прежних мастеров, в первую очередь — известного художника Гу Кайчжи. Природные дарования и приобретенные профессиональные навыки позволили ему с 700 года зарабатывать живописью на жизнь, выполняя заказы частных лиц и храмов. Некоторое время У Даоцзы жил на востоке страны на территории современной провинции Шаньдун, впоследствии поселился в пригороде культурной столицы империи Тан — Лояне. Слава о его таланте достигла двора, и по личному распоряжению императора Сюань-цзуна художник был принят на службу в Департамент живописи (кит. 图画 院) при Академии Ханьлинь. Тогда же он стал использовать в качестве официального имени своё второе имя — Даоцзы. Находясь в Департаменте живописи, он получил учёное звание боши («учёный-эрудит») и дослужился до высшего из четырёх возможных рангов — гун-фен («придворный чиновник для личных услуг императора»). На этой должности он умер в 758 году

## Творчество
У Даоцзы активно работал в станковой и монументальной живописи, создав более 300 композиций для дворцовых апартаментов, буддийских и даосских храмов, включая картины на религиозные темы и пейзажи. Стал одним из основоположников пейзажной живописи — шань-шуй (кит. 山水, «живописание гор и воды»).
Художник великолепно изображал существа, явления и предметы: птиц, растения, горы и воду, архитектурные сооружения. Сохранились также сведения о создании им композиций, которые, возможно, находились у истоков мо-чжу (кит. 墨竹, «бамбук, нарисованный тушью»), особого стилистически-тематического направления жанра «цветы и птицы» — хуа-няо.
Наибольшую известность получил как мастер сюжетной живописи — жанра жэнь-у (хуа) (кит. 人物 (畫), «[живопись/изображения] фигур»). Он владел искусством исключительно реалистического изображения людей в движении, использовал технические приемы, позволяющие добиваться оптической иллюзии трёхмерности форм. При этом он рисовал фигуры так, словно это были тени от фонаря, падающие на поверхность стены, которые движутся взад и вперёд, так что казались выпуклыми, если смотреть на них сбоку. Подобный эффект достигался с помощью средств изображения одежды: нарисованное платье словно колыхалось от дуновения ветра. Манера рисования одежды У Даоцзы настолько поражала современников, что они дали ей отдельное название — У дай дан фен (кит. 吳帶當風, «пояс, подобный ветру [в рисунке мастера]»), что впоследствии превратилось в общепринятый живописный термин У чжуан (кит. 吳裝, «одеяния [в стиле мастера]»).
К сожалению, ни одного оригинального произведения У Даоцзы до наших дней не дошло.

## Легенда о мастере У Даоцзы
Император Сюань Цзун пригласил У Даоцзы расписать императорский дворец. Художник изобразил долину, полную растений и животных. В одной из гор виднелась дверь. Хлопнув в ладоши, художник вошёл в эту дверь и пропал навсегда

## Ученики и последователи
- Гао И (конец X века) — китайский художник периода Сун.

## Признание
Известна книга шведского писателя Свена Линдквиста «Миф об У Даоцзы» (1967), многократно переизданная и переведённая на ряд языков.